# Antarctic Impulsive Transient Antenna
Pour les articles homonymes, voir ANITA.

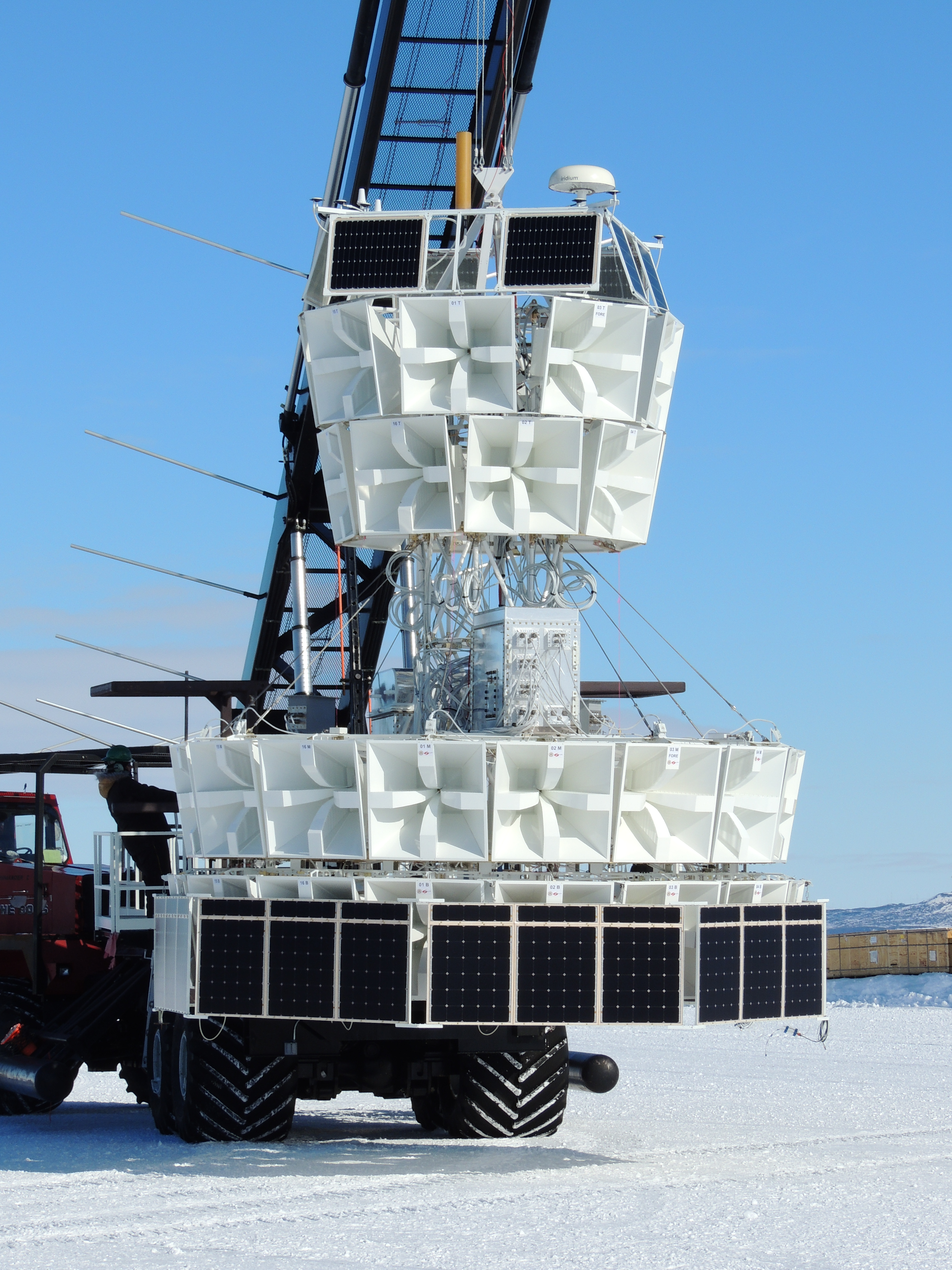
ANITA-IV.

L'Antarctic Impulsive Transient Antenna (ANITA) est une expérience scientifique visant à étudier les neutrinos cosmiques de très hautes énergies (UHE), en particulier les impulsions radio émises par l'interaction de ces particules avec la glace de l'Antarctique. L'expérience utilise une série d'antennes radio suspendues à un ballon stratosphérique lancé à une altitude d'environ 35 000 m.
Le projet est mené par l'université d'Hawaï à Mānoa en collaboration avec une dizaine d'autres universités,. Il est financé par la NASA et le département de l'Énergie des États-Unis.

## Principes physiques
Les neutrinos ayant une énergie de l'ordre de 1018 électronvolts (eV) produisent des impulsions radio dans la glace par l'effet Askaryan. Ces neutrinos pourraient provenir d'interactions de rayons cosmiques de très hautes énergies (1020 eV) avec le fond diffus cosmologique

## Chronologie
ANITA-I est lancé de la base antarctique McMurdo à l'été 2006 et 2007. ANITA-II, un instrument modifié comprenant 40 antennes, est lancé de la même base les été 2008-2009, alors qu'ANITA-III, d'une précision supérieure, est lancé en décembre 2014.
ANITA-IV est lancé en décembre 2016.

## Résultats
Après une analyse des données faite à l'issue de la période 2006 - 2016, et qui a pris plusieurs années, ANITA a finalement détecté deux neutrinos provenant du sol, un résultat surprenant car à ces énergies, ces particules devraient être absorbées par la Terre,. Ils se sont avérés appartenir à la catégorie des neutrinos lourds « droitiers », particules considérées jusqu'à maintenant comme hypothétiques, contrairement aux neutrinos que l’on connaît déjà, et qui sont dits “gauchers” à cause de leur spin à hélicité gauche. La seule explication pour l’équipe de l’expérience, ainsi que pour le cosmologiste Neil Turok, est que ces neutrinos soient issus de la symétrie CPT et par voie de conséquence impliquerait l'existence d'un univers parallèle ou miroir,.
Ce qui constituerait, selon Neil Turok, une rupture radicale avec la vision actuelle de la cosmologie,.
L'expérience IceCube a tenté de reproduire ces observations, sans succès.
Toutefois la deuxième génération d'instruments de "Extreme Universe Space Observatory" (EUSO-SPB2), qui sera embarqué à bord d'un ballon à surpression en 2022 au pole Sud, fournira un test important pour ANITA afin de confirmer ou non ses précédentes observations.